# Slawskoje
Slawskoje (russisch Славское, deutsch Creuzburg i. Ostpr. (1931–1946 Kreuzburg (Ostpr.)), litauisch Kryžbarkas, polnisch Krzyżbork), ist ein Ort in der russischen Oblast Kaliningrad. Er gehört zur Landgemeinde Dolgorukowskoje im Rajon Bagrationowsk.

## Geographische Lage
Die Ortschaft liegt in der historischen Region Ostpreußen, etwa 14 km nördlich von Preußisch Eylau (Bagrationowsk), 25 km südlich von Königsberg (Kaliningrad) und 45 km nordöstlich von Braunsberg (Braniewo).

## Geschichte

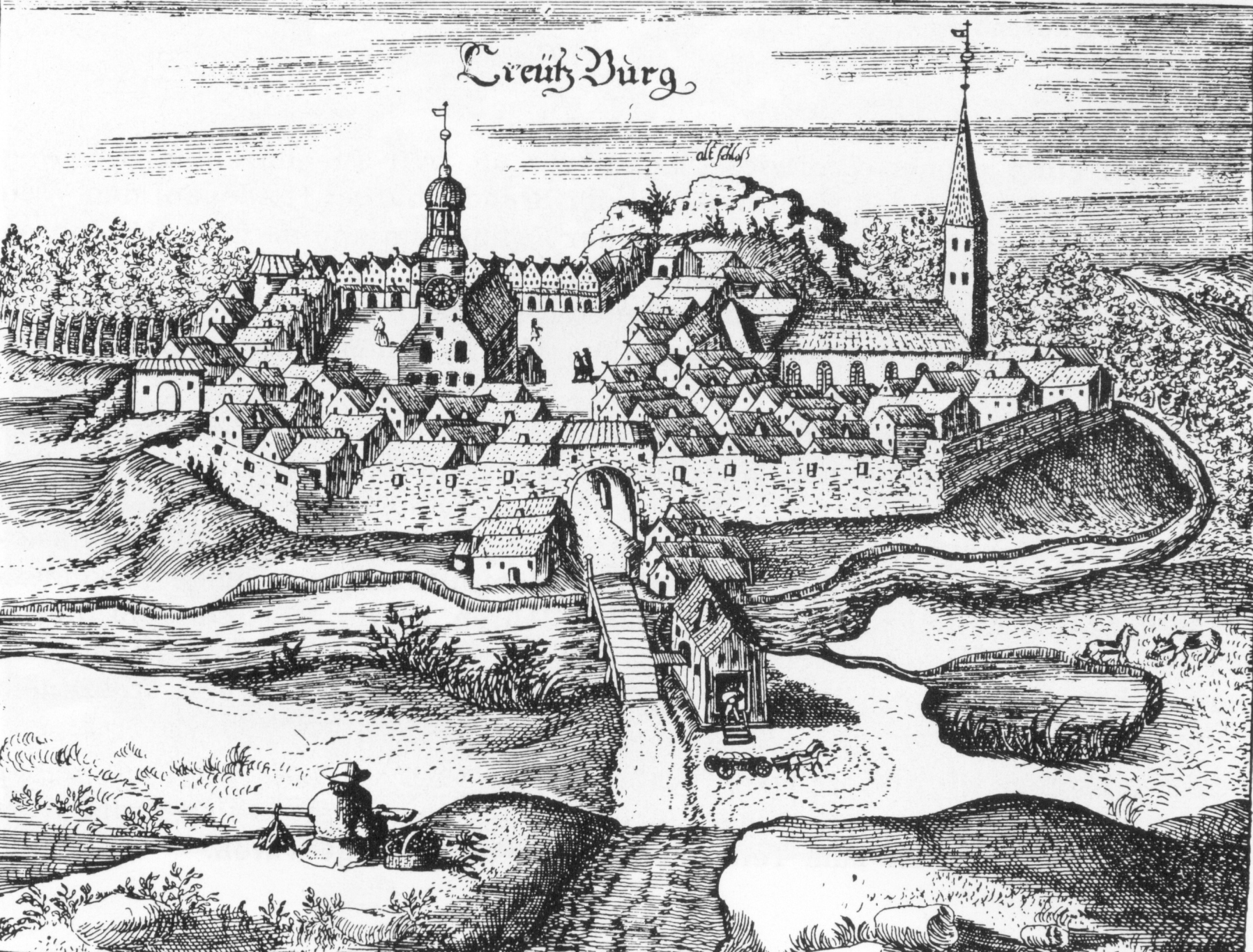
Creuzburg mit Kirche und Burg (1684). Die historische Abbildung zeigt die Stadt von Norden mit einer Mühle bei der Pasmar-Brücke sowie der bereits im Verfall befindlichen Stadtmauer und dem Rathaus auf dem Marktplatz und der Stadtkirche.

Kreuzburg, südwestlich von Königsberg und östlich von Heiligenbeil, auf einer Landkarte von 1910

Um 1240 errichteten die Ritter des Deutschen Ordens die in ihrer Provinz Natangen gelegene Deutschordensburg Kreuzburg an der Stelle einer alten Festung der Prußen. Diese Burg verfiel schon im Spätmittelalter zur Ruine, doch blieb ihr stilisiertes Abbild im Wappen der Stadt erhalten.
Zwischen der Ordensburg im Süden und dem Fluss Pasmar im Norden wurde auf einer hochwassergeschützten Anhöhe die mit eigenen Mauern und Toren gesicherte und um einen rechteckigen Marktplatz im Zentrum angelegte Stadtanlage mit der im Süden befindlichen Stadtkirche besiedelt.
Bereits 1315 erhielt Kreuzburg durch den damaligen Ordensmarschall Heinrich von Plötzke die Stadtrechte nach der Kulmer Handfeste.
Die Stadt wurde im Jahr 1818 durch einen Brand fast ganz zerstört, so dass von 231 Feuerstellen (Haushaltungen) nur noch elf übrig blieben.
Bedingt durch die landschaftlichen und rauen klimatischen Bedingungen und die relative Nähe zur Großstadt Königsberg blieb die eigene Stadtentwicklung gehemmt, Kreuzburg war eine bescheidene Ackerbürgerstadt, die kaum jemals mehr als 2000 Einwohner in ihren Grenzen beherbergte. Die Stadt war im Königreich Preußen auch Poststation. Das direkte Umland der Stadt blieb nur dünn besiedelt, etwa 20 weilerartige Siedlungen und Güter nutzten die Stadt als Versorgungsmittelpunkt.
Neben einigen Mahlmühlen und einem Sägewerk besaß die Stadt um 1900 eine evangelische Kirche, ein Amtsgericht, eine Molkerei, eine Ziegelei, ein Gefängnis und eine Schule. Die nördliche Ausfallstraße führte in Richtung Königsberg, eine östliche Abzweigung nach Tharau. In südlicher Richtung führte diese Hauptstraße weiter nach Preußisch Eylau.
Die Preußische Ostbahn wurde an Kreuzburg vorbei gebaut. Erst 1908 erhielt die Stadt Anschluss durch die Kleinbahn Tharau–Kreuzburg nach Tharau an der Staatsbahnstrecke Königsberg-Rastenburg. Mit dem Bau der Reichsautobahn (heute russische Fernstraße R 516) von Königsberg nach Elbing erhielt auch Kreuzburg eine etwa 5 km entfernte Autobahnauffahrt bei dem Dorf Sollnicken.
Bis Anfang der 1930er Jahre wurde die Stadt in der Form Creuzburg in Ostpreußen geschrieben. Durch das geringe Wirtschaftswachstum blieb die sehr regelmäßige Anlage der Stadt bis 1945 vollständig erhalten.
Im Jahr 1945 gehörte die Stadt Kreuzburg zum Kreis Preußisch Eylau im Regierungsbezirk Königsberg der Provinz Ostpreußen im Deutschen Reich.

### Zweiter Weltkrieg und danach
Im Februar 1945 hatte die Kesselschlacht von Heiligenbeil die Stadt fast vollständig zerstört. Von der Stadtkirche blieb nur der Turmstumpf erhalten. Das Kirchenschiff mit der im 16. Jahrhundert von einem Rigaer Meister geschaffenen Kanzel nebst Ratsgestühl brannte vollkommen aus. Heute sind nur zwei Wohnhäuser in der Kirchenstraße aus der Vorkriegszeit erhalten.
Nach Beendigung der Kampfhandlungen des Zweiten Weltkriegs wurde die Region von Kreuzburg zusammen mit der nördlichen Hälfte Ostpreußens von der Sowjetunion besatzungsrechtlich in eigene Verwaltung genommen. Kreuzburg lag im südlichen Teil des Sperrgebietes um die nun in Kaliningrad umbenannte Hafenstadt Königsberg. Ein Wiederaufbau der Stadt Kreuzburg unterblieb, der Ort wurde in Slawskoje umbenannt und verlor das Stadtrecht.
Heute gehört das Stadtgebiet, heute als „Siedlung“ (russisch: possjolok) eingestuft, zur russischen Oblast Kaliningrad, Rajon Bagrationowsk. Der ehemalige und nicht näher benannte Wohnplatz im Norden der Stadt und jenseits des Flüsschens Pasmar (russisch: Maiskaja) ist heute eine eigene Siedlung mit Namen Sadowoje, die nun aber nicht – wie Slawskoje – zur Landgemeinde Dolgorukowo (Domtau), sondern zur Niwenskoje selskoje posselenije (Landgemeinde Niwenskoje (Wittenberg)) gehört.

### Demographie
| Jahr | Einwohner | Anmerkungen |
| ---- | --------- | --- |
| 1768 | 1194      | [ 2 ] |
| 1782 | 1018      | ohne die Garnison (drei Kompanien Infanterie) |
| 1798 | 1436      | [ 2 ] |
| 1802 | 1511      | [ 8 ] |
| 1810 | 1154      | darunter acht Katholiken, alle übrigen Einwohner sind evangelisch |
| 1816 | 1303      | davon 1289 Evangelische und 14 Katholiken (keine Juden) |
| 1821 | 1351      | [ 8 ] |
| 1828 | 1634      | davon neun Katholiken und sechs Mennoniten, alle übrigen Einwohner sind evangelisch |
| 1831 | 1678      | [ 2 ] |
| 1852 | 1967      | Gut |
| 1858 | 1932      | davon 1892 Evangelische, sechs Katholiken, 21 sonstige Christen, vier Mennoniten und neun Juden                                                                                        |
| 1875 | 2004      | [ 11 ] |
| 1880 | 2002      | [ 11 ] |
| 1885 | 1976      | davon 17 Katholiken und elf Juden, nach anderen Angaben 2037 Einwohner |
| 1905 | 1848      | [ 3 ] |
| 1910 | 1726      | Stadt, mit einem Amtsgericht, einer evangelischen Pfarrkirche, einem Krankenhaus, einem Elektrizitätswerk, Molkereien, Mühlen, Fischfang, Getreidehandel sowie Vieh- und Pferdemärkten |
| 1933 | 1802      | [ 11 ] |
| 1939 | 2005      | [ 11 ] |

## Wappen

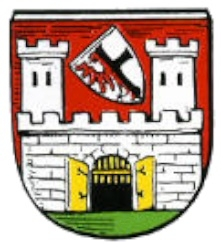
Stadtwappen

Das Stadtwappen zeigt eine mit Zinnen versehene Stadtmauer aus behauenen Natursteinen mit einem geöffneten Tor. Hinter der Mauer erbeben sich links und rechts zwei ebenfalls mit Zinnen versehene quaderförmige Burgtürme mit je zwei Fenstern. Zwischen diesen beiden Türmen liegt schräglinks ein halbierter Schild, der links einen halben Märkischen Adler, rechts die Hälfte eines Deutschordenskreuzes zeigt.

## Religion

### Kirchengebäude
Die Kreuzburger Kirche stammt aus dem 14. Jahrhundert. Sie wurde im Krieg beschädigt und in der Nachkriegszeit ihres eigentlichen Zwecks beraubt und fremdgenutzt. Heute steht nur noch die Turmruine.

### Kirchengemeinde
Kreuzburg war ein altes Kirchdorf und bestand bereits in vorreformatorischer Zeit. Die Reformation fand bereits sehr früh Eingang. War der Ort lange Zeit der Inspektion des Oberhofpredigers in Königsberg unterstellt, so war sie zuletzt bis 1945 dem Kirchenkreis Preußisch Eylau (Bagrationowsk) innerhalb der Kirchenprovinz Ostpreußen der Kirche der Altpreußischen Union zugeordnet.
Heute besteht keine evangelische Gemeinde mehr in Slawskoje. Der Ort liegt jetzt im Einzugsbereich der Dorfkirchengemeinde in Gwardeiskoje (Mühlhausen), einer Filialgemeinde der Auferstehungskirche in Kaliningrad (Königsberg). Sie gehört zur Propstei Kaliningrad in der Evangelisch-lutherischen Kirche Europäisches Russland (ELKER).

## Söhne der Stadt
- Christoph Sand der Ältere (1611–1686), preußischer Regierungsbeamter, Unitarier
- Franz Boy (1870–1945), Vizepräsident des Oberlandesgerichts Königsberg
- Hermann von Boyen (1771–1848), Generalfeldmarschall
- Michael Kongehl (1646–1710), Barockdichter
- Wilhelm Reichermann (1845–1920), Heimatdichter
- Wilhelm Sahm (1873–1944), Heimatforscher
- Alfred Otto Dietrich (* 2. Mai 1882 Frauenburg; † 23. April 1942 Kreuzburg), Heimatdichter